# Émetteur d'Emley Moor
L'émetteur d'Emley Moor est un émetteur radiofréquence situé dans le secteur de bruyère d'Emley Moor, près du village d'Emley, non loin de Huddersfield dans le Yorkshire de l'Ouest en Angleterre. Le mât de transmission de la station de transmission est la structure autoportée la plus haute des îles britanniques avec une hauteur de 330,4 m.

## Caractéristiques
L'émetteur d'Emley Moor mesure 330,4 m de haut. Son sommet est situé à 594 m au-dessus du niveau de la mer et ses fondations sont profondes de 6,1 m. Il s'agit de la 11e plus haute structure autoportée d'Europe (la 12e après la construction prévue de la tour de la Fédération de Moscou en 2007, haute de 432 m). Malgré sa taille, il ne s'agit pas de la plus haute structure des îles britanniques, l'émetteur de Belmont (385 m) et l'émetteur de Skelton (365 m) étant plus élevés, mais ce sont des mâts dont la stabilité est obtenue à l'aide de câbles.
Le sommet de la partie de la tour faite de béton est situé à 275 m et on y accède par un trajet de sept minutes en ascenseur. L'antenne située au-dessus mesure 56 m. L'ensemble, compris les fondations, pèse 11 200 t.
L'émetteur est la propriété de NTL et diffuse quatre chaînes de radio et onze chaînes de télévision sur une zone d'environ 10 000 km². Il s'agit de la station principale pour 51 relais et répétiteurs dans le Yorkshire et les comtés environnants.

## Historique
La structure actuelle est la troisième à occuper l'emplacement d'Emley Moor. Une première tour de 135 m fut érigée en 1956 pour diffuser ITV dans la région du Yorkshire. Elle fut remplacée par un mât haubané de 385 m de haut (similaire à celui de l'émetteur de Belmont) en 1964.
Le 19 mars 1969, la structure s'effondra, à cause de vents violents et du poids de la glace qui s'était formée en haut du mât. Après une série de mâts temporaires, la construction de l'actuelle tour débuta en 1969 et les premières transmissions furent effectuées le 21 janvier 1971.
Le gouvernement britannique a classé la tour comme étant « d'un intérêt historique et architectural significatif » en 2002.

## Chaînes diffusées
- Radio analogique (FM VHF) :
  - 105,1 MHz - Galaxy
  - 106,2 MHz - Real

- Radio numérique (DAB) :
  - Bloc 11D : 222,064 MHz - Digital One
  - Bloc 12B : 225,648 MHz - BBC

- Télévision analogique :
  - UHF 37 (599,25 MHz) - Five
  - UHF 41 (631,25 MHz) - Channel 4
  - UHF 44 (655,25 MHz) - BBC One
  - UHF 47 (679,25 MHz) - ITV1
  - UHF 51 (711,25 MHz) - BBC Two

- Télévision numérique :
  - UHF 40 (626 MHz) - Multiplex 2 Digital 3&4
  - UHF 43 (650 MHz) - Multiplex A SDN
  - UHF 46 (674 MHz) - Multiplex B BBC
  - UHF 49 (698 MHz) - Multiplex D National Grid Wireless
  - UHF 50 (706 MHz) - Multiplex C National Grid Wireless
  - UHF 52 (722 MHz) - Multiplex 1 BBC